# 金剛戰神U
《金剛戰神U》（日语：グレンダイザーU）是由GAINA製作的日本電視動畫。2024年7月6日起在東京電視台等頻道播出。
本作為改編自永井豪原作，1975年至1977年播出的電視動畫《金剛戰神》重啟版。

## 登場人物
狄克·弗瑞德（配音： 入野自由、藤原夏海（幼少期））
弗瑞德星的王子和克雷飛天神的駕駛員。到達地球後，他因迫降而失去了記憶，後被沙也加和甲兒發現並改名為宇門大介，與甲兒等人成為朋友。在看到無敵鐵金剛Z的出擊後，狄克恢復了記憶，並決定重新啟動及摧毀克雷飛天神，因為狄克擔心克雷飛天神的力量可能會被比加星的力量用來征服太空。然而，在甲兒的說服下，他決定駕駛機器人來保衛地球免受比加星勢力的攻擊。
兜甲兒（配音：下野紘）
科學家兜十藏的孫子，現為兜財團的領導人。甲兒同時是光子力能源的發現者，以及保衛地球免受威脅的超級機器人「無敵鐵金剛Z」的匿名駕駛員。在第一集中，甲兒勇敢地與比加軍的飛碟獸發生衝突，但無敵鐵金剛Z對外星的侵略者只可力戰而敗，在最後一刻被駕駛克雷飛天神的大介救了出來。
弓沙也加（配音：上坂堇）
牧葉光（配音：東山奈央）
克里斯·瑪莉亞·弗瑞德（配音：田中美海）
特隆娜·阿克雅·費加（配音：戶松遙）
露比娜·貝莉露·費加（配音：戶松遙）
萊達·巴隆（配音：佐倉綾音）
卡薩德·傑歐拉·懷特（配音：内田雄馬）
弓弦之助（配音：速水獎）
宇門源藏（配音：桐本拓哉）
卡達爾（配音：子安武人）
卡達爾女士（配音：渡邊明乃）
布拉奇（配音：高木涉）
利爾（配音：關智一）
林（配音：高橋伸也）
山田（配音：杉山里穗）
佐伯（配音：近藤浩徳）
大井（配音：德井青空）

## 登場機體
克雷飛天神
作為金剛星的守護神而被崇拜的機器人。
飛天神機
克雷飛天神專用的支援飛碟。
無敵鐵金剛Z
由兜甲兒的爺爺兜十藏博士所開發的機械人，駕駛員為兜甲兒，以光子力為能源，外觀上較接近永井豪原著漫畫版的無敵鐵金剛。與喷气飞翼合體後可以飛行。
迴旋指揮艇
小型戰鬥機，為無敵鐵金剛Z的操縱席。
無敵鐵金剛X
透過克雷飛天神和飛碟獸的技術分析，對在與費加軍的戰鬥中受到嚴重損壞的無敵鐵金剛Z進行強化和修改，從而誕生的新無敵鐵金剛，外觀上與東映動畫版的無敵鐵金剛相似。設計上輸出力是Z的10倍，雖然首次出擊的時候因為尚未完成只有30%輸出力，但依然壓倒了飛碟獸柯亞柯亞（円盤獣コアコア）。可以透過與擁有兩對“X”形翅膀的飛翼改（スクランダー改）合體來獲得飛行能力。
噴射指揮艇
小型戰鬥機，為無敵鐵金剛X的操縱席。與東映動畫版的噴射指揮艇不同，機首較為突出，當指揮艇合體後會從無敵鐵金剛的額頭上突出。

## 工作人員
- 原作：永井豪[5]
- 總導演：福田己津央
- 導演：久藤瞬
- 劇本統籌、編劇：大河內一樓
- 編劇：樋口達人
- 人物設定：貞本義行
- 副人物設定：
- 機械設定：稲田航、AF_KURO、阿久津潤一
- 設定工作：、青木智由紀、禅芝、吉永真人
- 原畫：、橋本敬史、山根理宏、吉田徹
- 美術監督：加藤浩、坂上裕文
- 色彩設計：吉村智恵
- 攝影監督：臼田睦
- 音響監督：長崎行男
- 音響效果：和田俊哉、宅間麻姫
- 音樂：田中公平
- 音樂制作：波麗佳音
- 動畫製作：GAINA

## 主題歌
由GLAY負責演唱本作的主題曲，BAND-MAID負責本作的影片尾曲「Protect You」。

## 劇集列表
| 集數 | 標題                 | 劇本       | 分鏡            | 演出                  | 作畫監督 | 機甲作画監督                    | 總作畫監督 | 首播日期      |
| ---- | -------------------- | ---------- | --------------- | --------------------- | --- | ------------------------------- | ---------- | ------------- |
| 1    | 在沙漠中邂逅的兩顆星 | 大河内一楼 | 久藤瞬          | 久藤瞬                | 清丸悟 加藤春奈                                                                                                | 山根理宏 大河廣行               | 清丸悟     | 2024年 7月6日 |
| 2    | 星的傳說             | 大河内一楼 | 榎本明廣        | 嵯峨敏 久藤瞬         | Park jingwang O Duhyeong Kang Jisu I Yeongmi                                                                   | 山根理宏                        | 香川久     | 7月13日       |
| 3    | 紅蓮的憤怒           | 大河内一楼 | 久藤瞬 金澤洪充 | 二宮壮史              | 高原修司 岩渕泰大 池森繪美                                                                                     | 山根理宏                        | 小野早香   | 7月20日       |
| 4    | 在天空中閃耀的愛之花 | 樋口達人   | 柳沢テツヤ      | 球野たかひろ 金澤洪充 | 増田俊介 南方麻奈美 をがわゐちろを 吉田徹 岩渕泰大 S.H.Park H.S.Choi E.K.Cho J.Y.Heo                           | 山根理宏                        | 小野早香   | 7月27日       |
| 5    | 瑪莉亞來了！         | 大河内一楼 | 榎本明廣        | 二宮壮史              | 岩渕泰大 加藤春奈 H.S.Choi J.W.Kim S.K.Im E.J.Park E.K.Cho                                                     | 山根理宏                        | 不適用     | 8月3日        |
| 6    | 兩位公主             | 樋口達人   | 佐藤千春        | 佐藤千春              | 佐藤千春 | 不適用                          | 不適用     | 8月10日       |
| 7    | 自遠方而來           | 樋口達人   | 渡邊哲哉        | 渡邊哲哉              | Kang Jisu Lee Seokyun Lee Yungmi O Seunghun Zhou Jing Haung Hua Fan Dong dong Sun Jiwei Wei Xu Long 岩渕泰大   | 大河廣行                        | 不適用     | 8月17日       |
| 8    | 淺草的邂逅           | 大河内一楼 | 金澤洪充        | 住永やすし            | E.J.Park E.K.Cho H.S.Choi J.W.Kim S.H.Park S.K.Im 范冬冬 孙继伟 魏旭龙 岩渕泰大                                | 山根理宏                        | 不適用     | 8月24日       |
| 9    | 遮蓋光明的黑暗       | 大河内一楼 | 柳沢テツヤ      | 住永やすし            | Min hyun sook An Min mi 岩渕泰大 當するめ                                                                      | 山根理宏                        | 不適用     | 8月31日       |
| 10   | 站起來吧X            | 大河内一楼 | 金澤洪充        | 渡邊哲哉              | S.H.Park H.S.Choi J.W.Kim J.Y.Heo J.Y.Park Fan Dongdong Sun Jiwei Wei Xu Long 加藤春奈 岩渕泰大 をがわゐちろを | 山根理宏                        | 小野早香   | 9月7日        |
| 11   | 特隆娜               | 大河内一楼 | 久藤瞬 金澤洪充 | 須永賴太              | Zhou Jing Huang Hua Yang Tongcheng Won Mi-na Park Soon Ok Lim Yeohee Kim Ji eun 岩渕泰大                       | 稻田航                          | 小野早香   | 9月14日       |
| 12   | 露比娜               | 樋口達人   |                 | 布施木一喜 住永やすし | STUDIO MASSKET Lu Laforte Fan Dongdong Sun Jiwei Wei Xu Long                                                   | 山根理宏 東賢太郎 forfreedo     | 不適用     | 9月21日       |
| 13   | 為了這個美麗的地球   | 樋口達人   | 金澤洪充        | 久藤瞬                | Kim Ji Eun Park Soon Ok Lim Yeo Hee Won Mi Na Lee Se Jong Shin Na La                                           | 山根理宏 吉田徹 東賢太郎 稻田航 | 山田桃子   | 9月28日       |

## 外部連結
- グレンダイザーU
- TVアニメ「グレンダイザーU」的X（前Twitter）
- YouTube上的TVアニメ「グレンダイザーU」OFFICIAL頻道